# La Malédiction de Raven's Hollow
Pour plus de détails, voir Fiche technique et Distribution.
La Malédiction de Raven's Hollow (Raven's Hollow) est un  thriller fantastique anglo-letton réalisé par Christopher Hatton, sorti en 2022. Le scénario s'inspire du Corbeau, l'un des poèmes les plus célèbres d'Edgar Allan Poe.

## Synopsis
Dans l'état de New York en 1857, lors d’une mission, un détachement de cadets découvre un homme agonisant, atrocement mutilé, le corps captif d'une mise en scène macabre. Dans un dernier souffle, le mourant expire un unique mot : raven.
Sur l'impulsion du jeune Poe, les soldats décident de pousser l'enquête jusqu'au patelin voisin, Raven’s Hollow. Sur place, ils affrontent l'hostilité et la méfiance des villageois, ainsi qu'une sinistre légende.
Alors que Poe et ses hommes investiguent, les cadavres s'amoncellent à Raven's Hollow.

## Fiche technique
Sauf indication contraire, les informations mentionnées dans cette section peuvent être confirmées par la base de données cinématographiques IMDb,  présente dans la section « Liens externes ».
- Titre : La Malédiction de Raven's Hollow
- Titre original : Raven's Hollow
- Réalisation : Christopher Hatton
- Scénario : Christopher Hatton, Chuck Reeves
- Musique : Robert Ellis-Geiger
- Photographie : Michael Rizzi
- Montage : Danny Rafic, Yaron Ruda
- Maquillage : Viktorija Breiksa, Aija Beata Rjabovska, Ieva Sebre, Zane Zilinska
- Costumes : Sanda Feldberga, Ieva Kupcane, Jelena Loginova
- Production : Mark Andrews, Stephanie Denton, Andrejs Ekis, Patrick Fischer, Morgan Tovey Frost, Emily Gotto, Alexander Hilton, Janis Kalejs, Richard Kondal, Christina Lundbohm, Todd Lundbohm, Caroline Stern, Wyld Tamashii
- Société de production : 828 Media Capital, Cinevilla Studio, Creativity Capital
- Société de diffusion : Condor Entertainment (France)
- Pays :  Royaume-Uni et  Lettonie
- Genre : Drame, fantastique, thriller
- Durée : 98 minutes
- Dates de sortie : 
  -  Russie : 2022
  -  France : 22 février 2023 (vidéo)

## Distribution

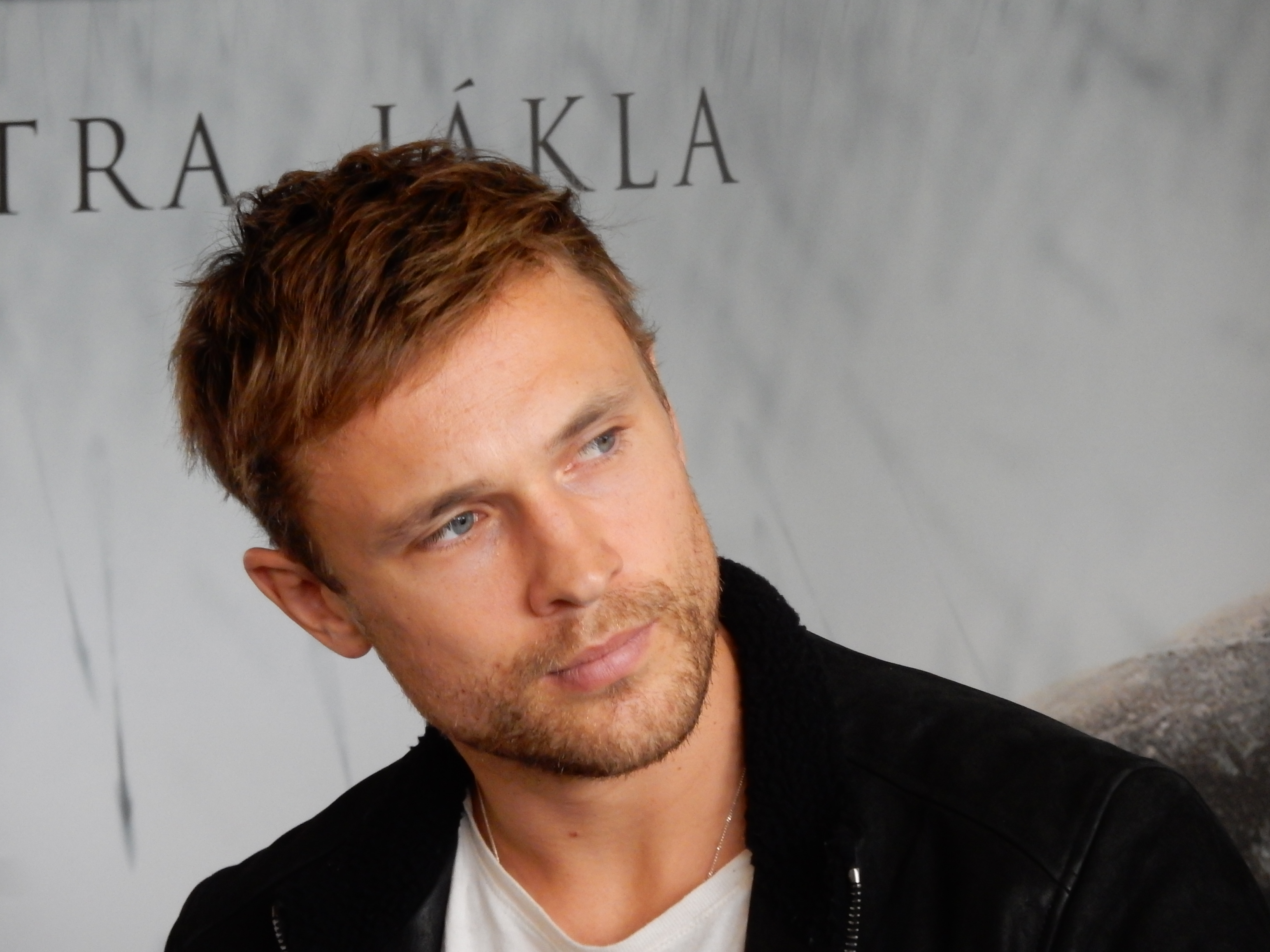
William Moseley incarne le cadet Poe.

- William Moseley : le cadet Edgar Allan Poe
- Melanie Zanetti : Charlotte Ingram
  - Marija Mara Markus : Charlotte enfant
- Kate Dickie : Elizabet Ingram
- Oberon K.A. Adjepong : Usher
- David Hayman : Dr Garrett
- Callum McGowan : Daniel Clay
  - Nikijs Zilevs : Clay enfant
- Kyle Rowe : le cadet Lawrence Bishop
- Callum Woodhouse : le cadet Will Taylor
- Michael Guest : le cadet Thomas Cricke
- Mathis Landwehr : le cadet Lutz Becker
- Juris Strenga : le père de Daniel Clay
- Toms Treinis : le Révérend Keene
- Elza Klavina : Mary Keene

## Production
Sauf indication contraire, les informations mentionnées dans cette section peuvent être confirmées par la base de données cinématographiques IMDb,  présente dans la section « Liens externes ».
Le film a été tourné intégralement aux Studios Cinevilla, en Lettonie. Il s'agit d'un backlot spécialisé dans les films d'époque.

## Bande originale
La bande originale comporte deux musiques traditionnelles anglophones : la chanson folklorique The Unquiet Grave (interprétée par l'actrice Melanie Zanetti) et la comptine Lavender's Blue qui figure durant la scène d'ouverture.

## Réception
Le film reçoit des critiques mitigées. S'il cumule un score positif de 68% sur Rotten Tomatoes, sa moyenne sur IMDb est de 5,2/10 pour 1 148 votes. En France, Allociné ressence une moyenne de 2,3/5.
Selon Patrice Witherspoon, chroniqueur sur le site spécialisé Screenrant, « Raven's Hollow manque de substance pour permettre au public de s'immerger complètement dans le récit ». Il loue cependant « les personnages finement écrits et les révélations tardives » ainsi qu'une « plongée dans le passé macabre d'un village oublié ». Le journaliste lui attribue la note de 3/5.